# Los Pastores, Temascalcingo
Los Pastores, även känt som Pastores Segundo Barrio, är en ort i kommunen Temascalcingo i delstaten Mexiko i Mexiko. Samhället hade 719 invånare vid folkräkningen 2020.